# 勒克鲁艾
勒克鲁艾（法語：Le Crouais，法語發音：[lə kʁuɛ]）是法国伊勒-维莱讷省的一个市镇，位于该省西部，属于雷恩区。

## 地理
勒克鲁艾（48°12'26"N, 2°8'19"W）面积6.25 平方千米，位于法国布列塔尼大區伊勒-维莱讷省，该省份为法国西北部沿海省份，位于布列塔尼半岛东部，北濒大西洋，西接阿摩尔滨海省和莫尔比昂省，南至大西洋卢瓦尔省，西南端接曼恩-卢瓦尔省，东临马耶讷省，东北与芒什省接壤。
与勒克鲁艾接壤的市镇（或旧市镇、城区）包括：布列塔尼地区蒙托邦、凯迪亚克、大圣梅昂、圣奥南拉沙佩勒。

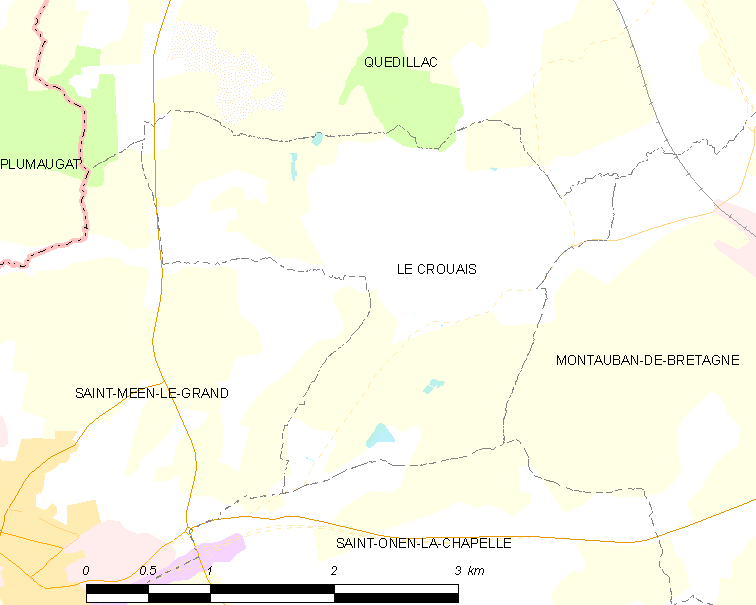
勒克鲁艾的OSM定位图

勒克鲁艾的时区为UTC+01:00、UTC+02:00（夏令时）。

## 行政
勒克鲁艾的邮政编码为35290，INSEE市镇编码为35091。

## 政治
勒克鲁艾所属的省级选区为布列塔尼地区蒙托邦县。

## 人口

1962-2008年间勒克鲁艾人口变化图示

勒克鲁艾于2022年1月1日时的人口数量为591人。